# Panaorus
Panaorus är ett släkte av insekter. Panaorus ingår i familjen fröskinnbaggar.
Släktet innehåller bara arten Panaorus adspersus.